# Nathan de Breslev
Nathan de Breslev (22 de gener de 1780 – 20 de desembre de 1844), també conegut com a Nathan Sternhartz, també anomenat Reb Noson, fou el principal deixeble i amic de Nakhman de Breslev. El rabí Nathan, va preservar i recopilar els ensenyaments del seu mestre, i va continuar amb la seva tasca.

## Biografia
El rabí Nathan, va néixer el 22 de gener de 1780, a Nemirov, una població prop de Brastlav a Ucraïna, fill de Reb Naftali Hertz, un reconegut estudiós i comerciant. El Rabí Nathan es va casar amb Esther Shaindel, filla del Rabí David Zvi Orbach, una important autoritat rabínica coneguda en tota la regió. Encara que sobresortia en els seus estudis, el Rabí Nathan sentia que quelcom vital faltava en el seu servei a Déu. Per més que tractava, no podia ignorar la falta de plenitud que experimentava en el seu aprenentatge i en les seves devocions. Aquest sentiment el va portar a apropar-se al moviment de l'Hassidisme, que fou fundat pel Rabí Israel Ben Eliezer, el Baal Xem Tov, que posava l'accent en l'alegria en el servei a Déu.
Malgrat una forta oposició per part dels seus pares i dels seus sogres, els qui eren extremadament hostils al Hassidisme, el rabí Nathan va visitar els palaus de molts Rebes durant diversos anys. Encara que va aprendre molt d'aquests líders jasídics i que estava satisfet dels seus propis progressos, el rabí Nathan no havia trobat exactament el que estava buscant, un mestre just, un Tzadik que el guiés pel camí de la veritat, amb alegria i esperança.
Finalment, en 1802, amb 22 anys, el rabí Nathan va trobar al seu mentor, el Tzadik que havia estat cercant, i va esdevenir seguidor del besnet del Baal Xem Tov, el Rebe Nakhman de Breslev (1772-1810). Amb el temps, el rabí Nathan va arribar a ser el seu deixeble més important, i també el seu escrivà, els seus sorprenents assoliments intel·lectuals i la seva gran humilitat, el van fer particularment apte per a la tasca de registrar i difondre els ensenyaments del Rebe de Breslev. Després de la defunció del Rebe Najman, només vuit anys després, el Rabí Nathan va dedicar la seva vida, a fer que la llum i les ensenyançes del Rebe Nakhman de Breslev s'establissin fermament, i es difonguessin al món sencer.
La tasca no va ser fàcil pel Rabí Nathan. Inicialment, la seva inclinació pel Rebe Nakhman li havia generat una forta oposició per part de la seva família. I després de la defunció del Rebe, el Rabí Nathan va seguir suportant la càrrega de la poderosa oposició d'aquells que se sentien amenaçats pel creixement dels seguidors de Breslev. A través d'anys de constant adversitat, el Rabí Nathan es va mantenir ferm. Es va dedicar a la transmissió, a l'edició i a la publicació dels ensenyaments del Rebe, va escriure un monumental comentari en vuit volums sobre els ensenyaments del Rebe (Likutey Halajot), i va compondre dos volums de pregàries basades en les lliçons del Rebe (Likutey Tefilot), va organitzar la construcció de la Sinagoga de Breslev a Uman, i va viatjar constantment, ensenyant, donant ànim, i construint el que va arribar a ser amb els anys el moviment jasídic de Breslev. L'amplitud i profunditat dels seus estudis de la Torà, i la seva devoció en la pregària van ser quelcom llegendari, el Rabí Nathan trobava temps per escriure moltes cartes, a aquells que buscaven la seva guia, i el seu suport.
Els Hasidim de Breslev mai van tenir un altre Rebe després del Rebe Nakhman, el Rabí Nathan, va ser el responsable de preservar els ensenyaments del Rebe Nakhman, i de donar forma al moviment que va seguir el camí establert pel Rebe. El mateix Rebe Nakhman, va dir que sense el Rabí Nathan ni una sola pàgina dels seus ensenyaments hagués sobreviscut. Encara que els assoliments del Rabí Nathan van ser reconeguts durant la seva vida, només després de la seva defunció (va morir a la vila ucraïnesa de Brastlav, el 20 de desembre de 1844, a l'edat de 65 anys), i en els anys següents va poder apreciar-se realment com de sorprenent i única havia estat la seva persona.

## Publicacions

### Lliçons del Rebe Nakhman
Rabí Nathan va editar i va publicar els següents treballs del Rebe Nakhman
- Likutey Moharan (Ensenyaments escollits del Rebe Nakhman), (vol. i., Ostrog, 1808; vol. ii., Moghilev, 1811; vol. iii., Ostrog, 1815). Interpretacions hassídiques de la Bíblia, el Midraix, etc.
- Sefer HaMiddot (Moghilev, 1821)— Tractats de moral, ordenats alfabèticament.
- Tikkun HaKlali (Remei General)— Ordre dels salms a ser recitats en cas de diferents problemes.
- Sippurey Detasiyyot (Contes del Rebe Nakhman) (n.p., 1815)— Paràboles en Hebreu i en Jiddisch, el més conegut d'aquests contes és "Els set captaires", que conté diversos temes cabalístics.

### Obres Pròpies
- Likutey Halachot (Lleis seleccionades)— Ofereix una explicació de les lleis i els costums jueus des de la tradició de Breslev.
- Likutey Tefillot (Pregàries seleccionades)—Una selecció de pregàries originals, usades pels hasidim de Breslev.
- Shevachey V'Sichot HaRan (Saviesa del Rebe Nakhman)— Història del viatge del Rebe Nakhman a Terra Santa entre 1798 i 1799, amb anècdotes i ensenyaments.
- Chayey Moharan —Material biogràfic del Rebe Nakhman.
- Likutey Etzot (Consells)—Aspectes pràctics i consells per seguir el camí de Breslev.
- Alim L'Terufah —Cartes seleccionades.

### Castellà
- Kramer, Chaim. A través del foc i de l'aigua: La vida de Reb Noson de Breslov. Jerusalem/New York: Breslov Research Institute. ISBN 978-1-928822-34-9. Traducció de Guillermo Beilinson
- El nom del poble de Breslev, també es troba citat com Breslav i Breslov.